# الطاحونة (فلم)
الطاحونة هو فيلم تلفزي مغربي من إخراج رضوان القاسمي سنة 2008، وبطولة كل من محمد خيي، أمين الناجي، زهور المعمري، عبد الغني الصناك، كمال كاظمي، وآخرون.

## القصة
تدور قصة الفيلم عن معركة عادلة يخوضها «سالم» وأمه، بمؤازرة بعض من أبناء القرية، ضد الإقطاعي «الحاج الكلاع»، الذي أراد أن يناهض طموح الشباب في إعادة الروح للطاحونة، وجعلها تدور من جديد، مستغلا سطوته وحظوته لدى السلطة وكذا توظيفه للفكر الخرافي.